# B.E.T.H
B.E.T.H – polski zespół hardrockowy powstały w 1996 r. w Warszawie.
W 2005 podpisał kontrakt na wydanie płyty debiutanckiej B.E.T.H, przez Sony BMG. Płyta została wydana w kwietniu 2006 roku. Singlem promującym była piosenka Nie przemocy. Na początku 2009 roku z B.E.T.H odszedł wokalista – Marcin Świstak. Do 6 maja 2009 zespół poszukiwał nowego frontmana, chcąc kontynuować rozpoczęte w 1996 r. dzieło, po czym zawiesił działalność na czas bliżej nieokreślony. Zespół po raz kolejny zawiesił działalność w roku 2016 w związku ze śmiercią basisty Piotra "Marqsa" Mossakowskiego.
Marcin Świstak kontynuuje prace nad nowymi utworami wraz z zespołem PLAN, co ogłosił w styczniu 2019 roku. Obecny skład: Marcin "Svist" Śvistak (wokalista), Hubert "Jimi" Zieliński (gitara) Marek "Syn" Kałuszka (gitara) Piotr "Szczena" Szczęk (drugi wokal, gitara basowa) Marcin "Wicia" "Dudzik" Dudzicki (perkusja).
Jednym z sukcesów zespołu było zakwalifikowanie się do udziału w festiwalu TOPtrendy 2006 w Sopocie.

## Muzycy
Obecny skład zespołu
- Hubert "Jim" Zieliński – gitara
- Sebastian "Czukcz" Miecznik – gitara
- Michał "Misiek" Żeńca – perkusja

Byli członkowie
- Piotr "Marqs" Mossakowski – gitara basowa

- Marcin "Svist" Świstak – wokal

## Dyskografia
Albumy
- B.E.T.H (2006)

Single
- "B.E.T.H"
  - "Nie Przemocy"
- "Dzień po dniu" (2008)
- "Idź pod prąd"